# Heliport Værøy
Heliport Værøy – heliport położony w Røssnesvågen, na wyspie Værøy, w północnej Norwegii. Został otwarty w 1997 roku. Połączenia śmigłowcowe są wykonywane przez linię lotniczą Lufttransport.

## Linie lotnicze i połączenia
| Linia Lotnicza | Kierunek |
| -------------- | -------- |
| Lufttransport  | 1. Bodø  |